# Bygelhäst

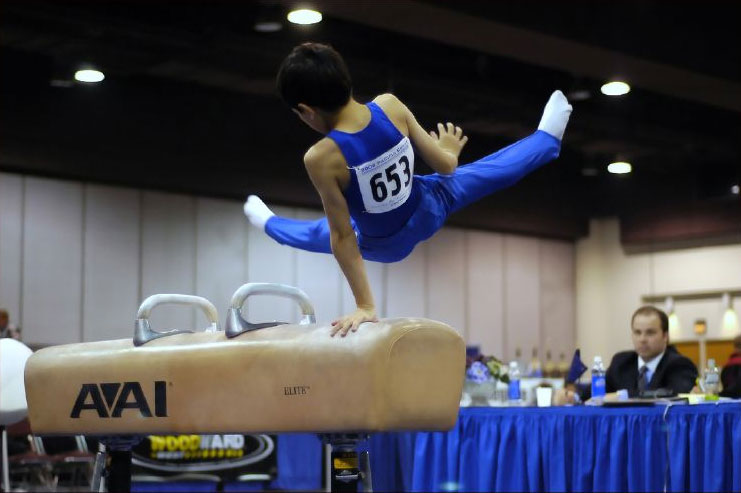
En gymnast på en bygelhäst.

Bygelhäst är ett gymnastikredskap och även en gren inom den manliga artistiska gymnastiken.